# Hendrik van Veldekegebouw
Het Hendrik van Veldekegebouw is een kantoorgebouw in de Belgische stad Hasselt. Het gebouw staat aan de Koningin Astridlaan 50 en de Frans Massystraat op ongeveer vijftig meter ten noordoosten van het Monseigneur Broekxplein en het station Hasselt. Het gebouw is het Vlaams administratief centrum (VAC) van de Vlaamse overheid in de provincie Limburg en heeft 450 werkplekken.
Het gebouw is vernoemd naar de schrijver Hendrik van Veldeke die bij Hasselt geboren was, conform de traditie administratieve zetels te vernoemen naar verdienstelijke artistieke Vlamingen uit die provincie.

## Geschiedenis
Eind 1999 besliste de Vlaamse Regering dat er in iedere provinciehoofdstad een Vlaams administratief centrum zou komen.
In 2004 werd het gebouw in gebruik genomen. Het gebouw is het eerste Vlaams administratief centrum dat in gebruik genomen is, gevolgd door die in Antwerpen, Leuven, Brugge en Gent.

## Gebouw
Het gebouw bestaat uit twee rechthoekige gebouwdelen van vier bouwlagen hoog met daartussen een met glas overdekte binnenruimte.
Brussel: Hendrik Consciencegebouw · Herman Teirlinckgebouw · Graaf de Ferrarisgebouw · Marie-Elisabeth Belpairegebouw
Voormalig: Arenberggebouw · Boudewijngebouw · Ellipsgebouw · Phoenixgebouw
Provinciehoofdsteden: Anna Bijnsgebouw (Antwerpen) · Jacob van Maerlantgebouw (Brugge) · Virginie Lovelinggebouw (Gent) · Hendrik van Veldekegebouw (Hasselt) · Dirk Boutsgebouw (Leuven)
Vlaamse Regering: Errerahuis · Martelaarsplein
Vlaams Parlement: Vlaams Parlementsgebouw · Huis van de Vlaamse Volksvertegenwoordigers